# Hypena ignotalis
Hypena ignotalis là một loài bướm đêm trong họ Erebidae.